# Ljubečna
Ljubečna este o localitate din comuna Celje, Slovenia, cu o populație de 940 de locuitori.